# X-2 (航空機・アメリカ)
X-2
- 分類：実験機
- 製造者：ベル社
- 運用者： アメリカ合衆国（アメリカ空軍、NACA）
- 生産数：2機
- 運用開始：1952年（滑空試験）
1955年（動力飛行）
- 運用状況：2機とも喪失

X-2は、アメリカ合衆国で開発された超音速実験機。愛称はStarbuster（スターバスター）。製造はベル社。X-2は、ベルX-1やD-558IIの能力を超える速度や高度での飛行特性の研究および空力加熱問題を調査するために開発された。1956年に非公式だがマッハ3を記録している。

## 歴史
1945年10月、ベル社はドイツから持ち帰った技術である後退翼を持った、高速実験機の開発をスタートした。やがてこの機体はアメリカ陸軍航空軍の目に留まることとなり、同年12月にXS-2として、マッハ3.5の超音速と高度40,000m弱の上昇、および空力加熱について研究を進めることになった。
X-2は、空力設計、制御システム、高温でも十分な機械的特性を保持する材料など、様々なイノベーションが必要であったため開発期間が長期化した。X-2は、当時の他の航空機を超える速度、高度、温度および有人飛行の限界を押し上げただけでなく、アメリカの航空機におけるスロットル式ロケットモーター（第二次世界大戦中にMe163Bで実証済み）とデジタル飛行シミュレーションのパイオニアとなった。カーチス・ライト社が製造したXLR25ロケットエンジンは、1942年にロバート・ゴダードが海軍向けに製造された滑らかな可変推力のJATOエンジンがベースになっている
。

## 運用履歴

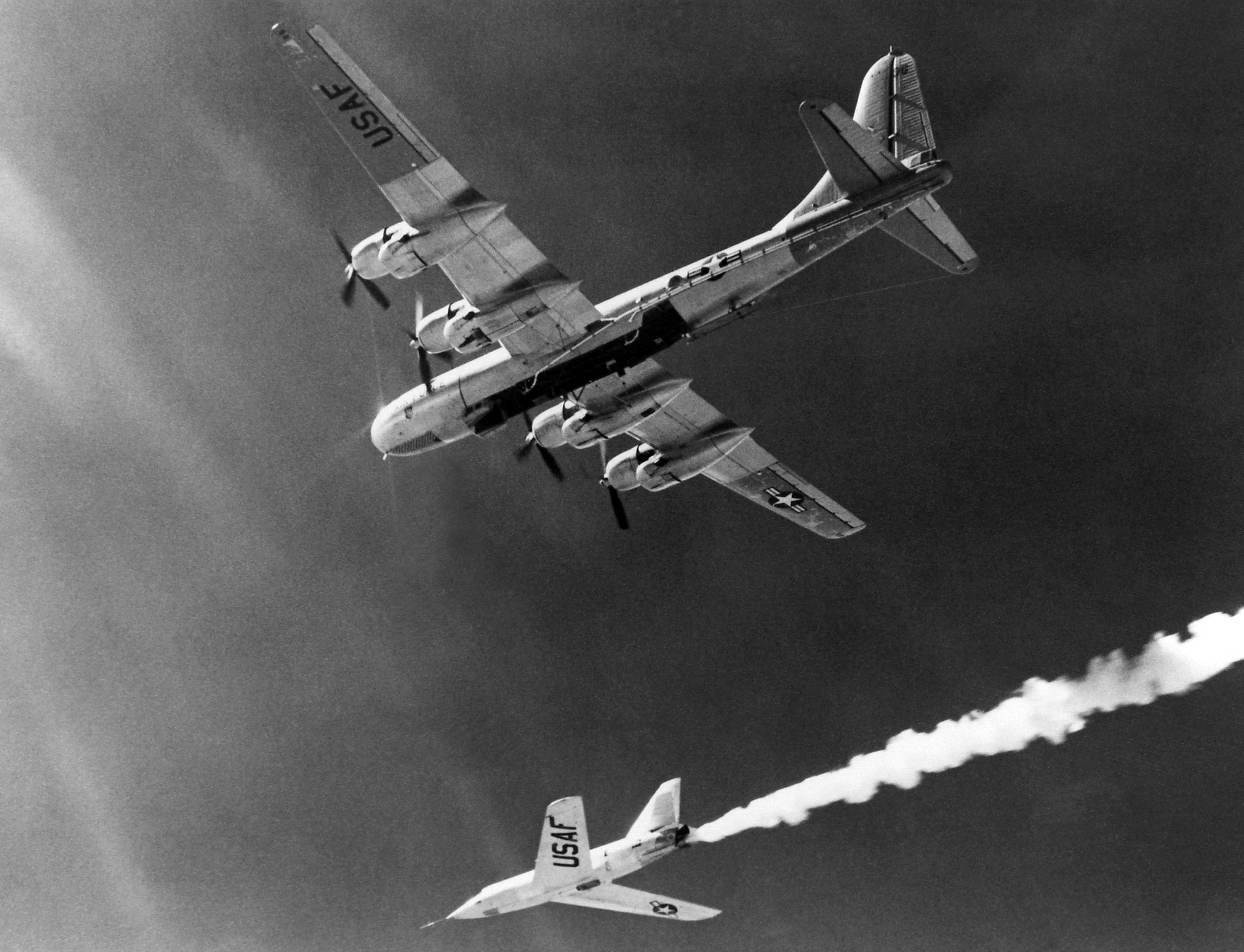
ボーイングB-50から降下するX-2
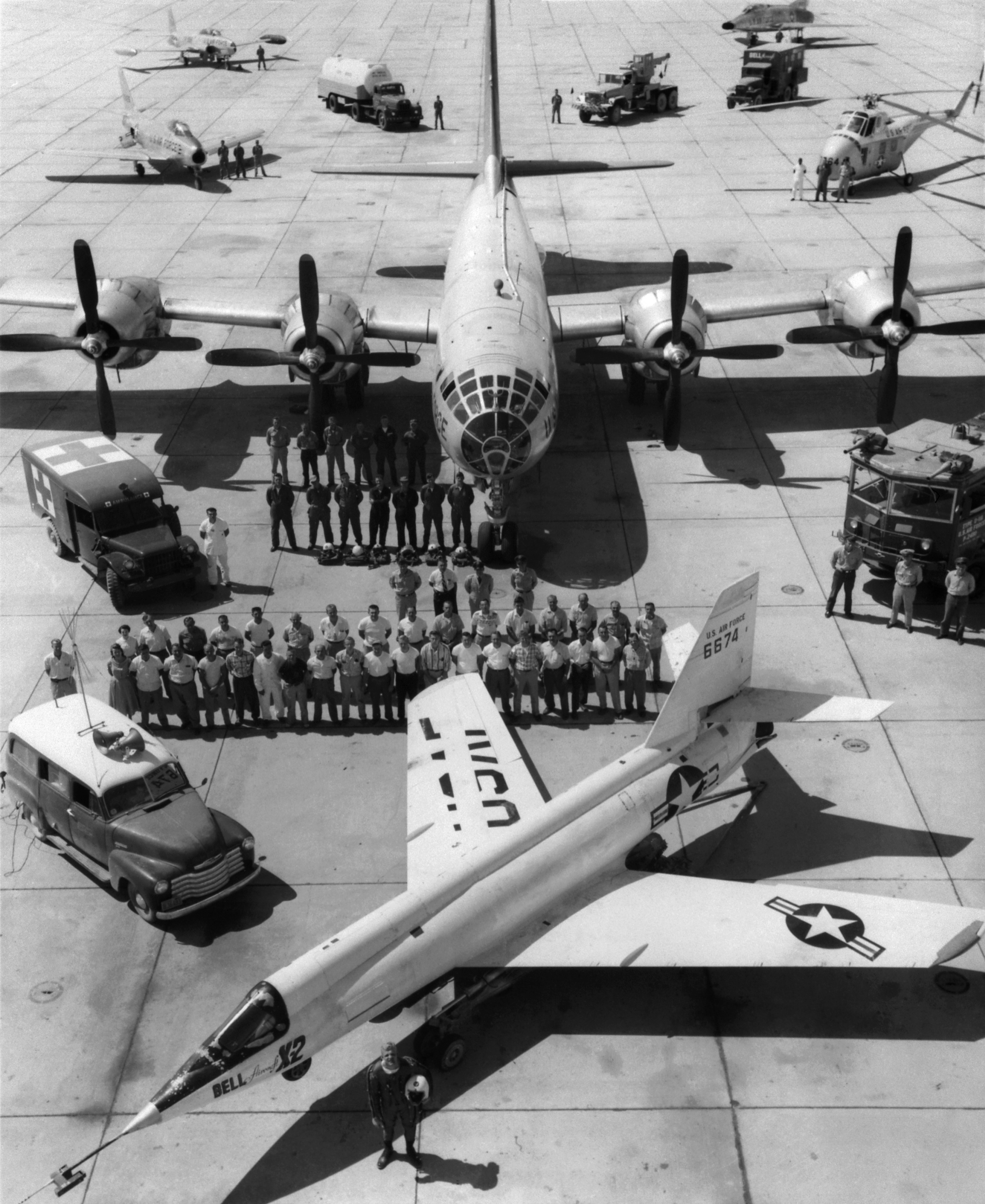
X-2、乗組員、B-50母艦および支援機器
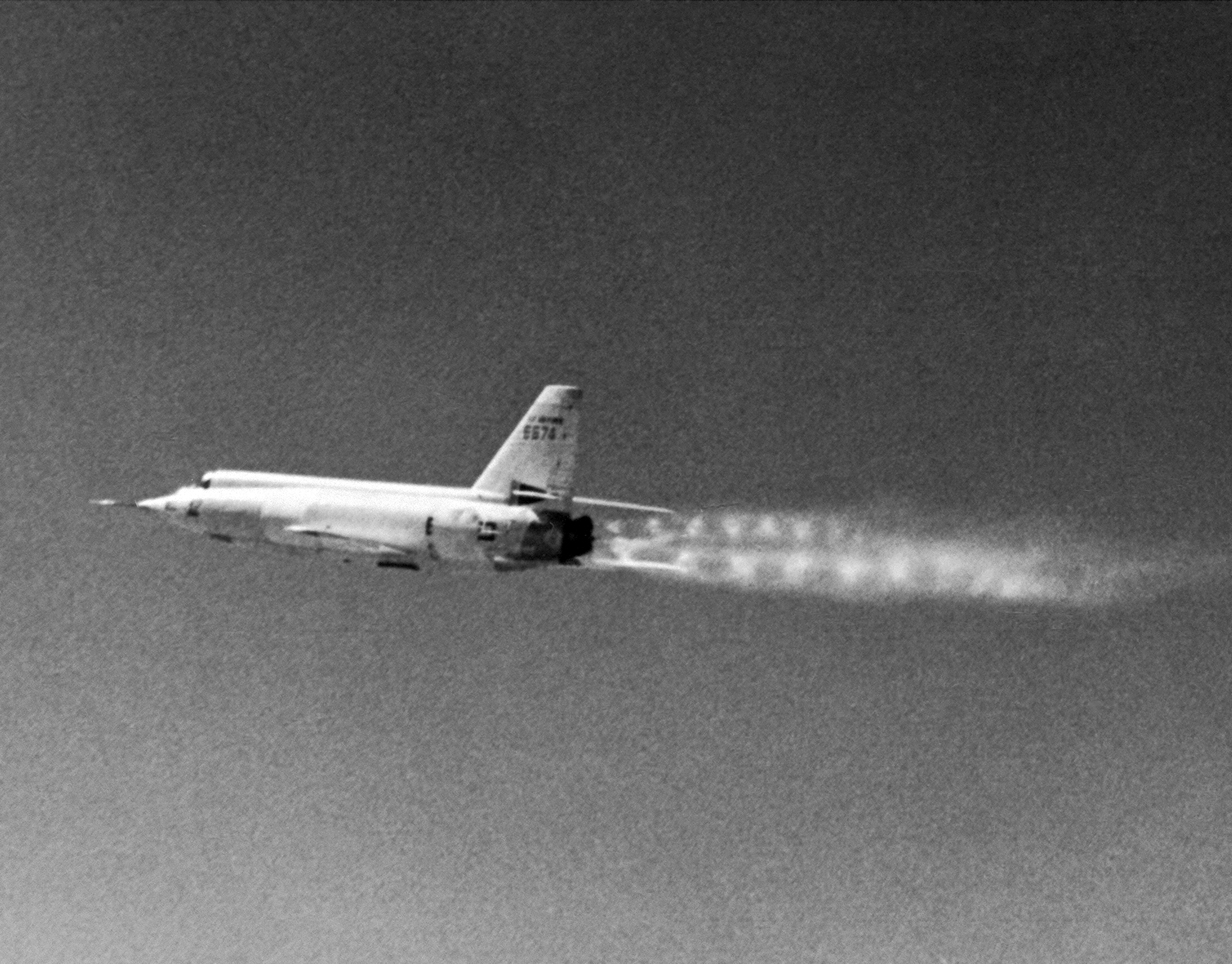
X-2ロケットエンジン排気プルームのツインのショック・ダイヤモンド（英語版）は超音速状態の特徴である

実験機2機が作成されることとなり、1950年11月11日、ナイアガラフォールズの工場において、先に2号機が完成した。空中母機の開発遅延により1952年から滑空試験を開始した。1953年5月12日、2号機による初の動力飛行が計画され、母機B-50Aに搭載、オンタリオ湖上空において、試験が行われることとなった。しかし、母機からの発進前に爆発、母機は帰還できたものの試験機は失われ、ベル社のテストパイロット、ジーン・ジーグラーと観測員1名が死亡した。また、1号機は1955年11月18日から動力飛行を開始した。
1956年7月23日の9回目のフライトで、フランク・エベレストの操縦する1号機は3,058km/h（マッハ2.8706）の速度記録を樹立。1956年9月7日の12回目のフライトでは、アイヴン・キンチェローの操縦により高度38,376mに到達した。1956年9月27日の13回目のフライトにおいて、ミルバーン・アプトが2,178マイル毎時（マッハ3.3）を記録するが、帰途に操縦不能となり、機体から脱出カプセルは分離したものの、アプトはカプセルからの脱出が間に合わずに死亡した。事故の原因は、マッハ3から減速しないうちにアプトが旋回を試みてしまったことが原因と考えられている。2機とも事故で失われたため、実験は終了した。

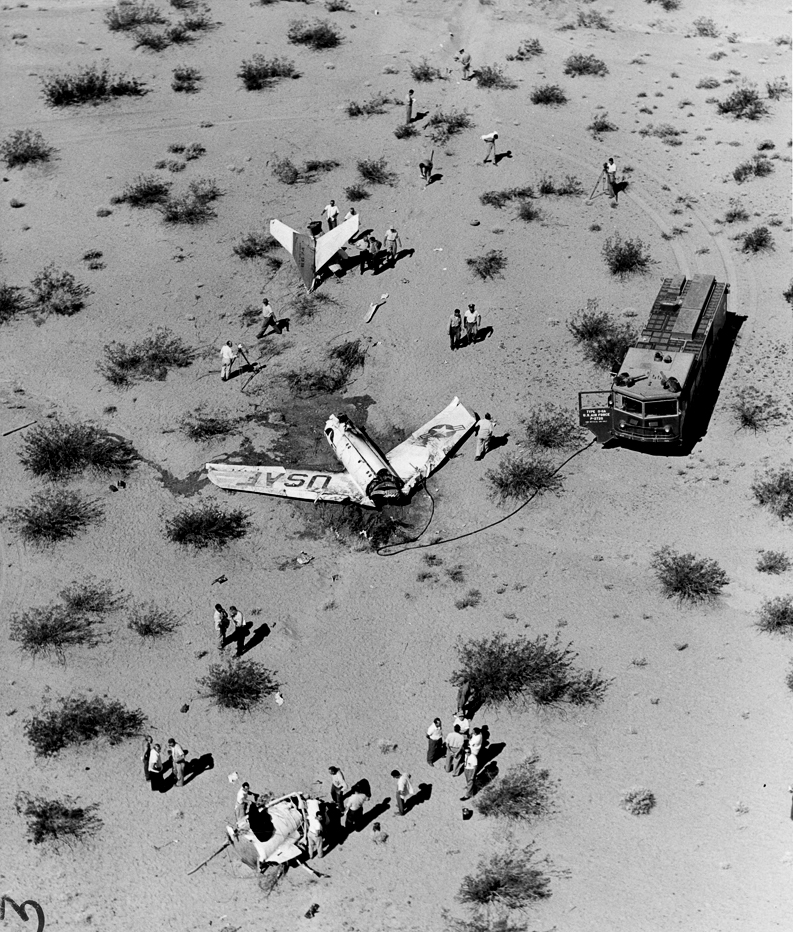
エドワーズ空軍基地近くの砂漠の墜落現場。
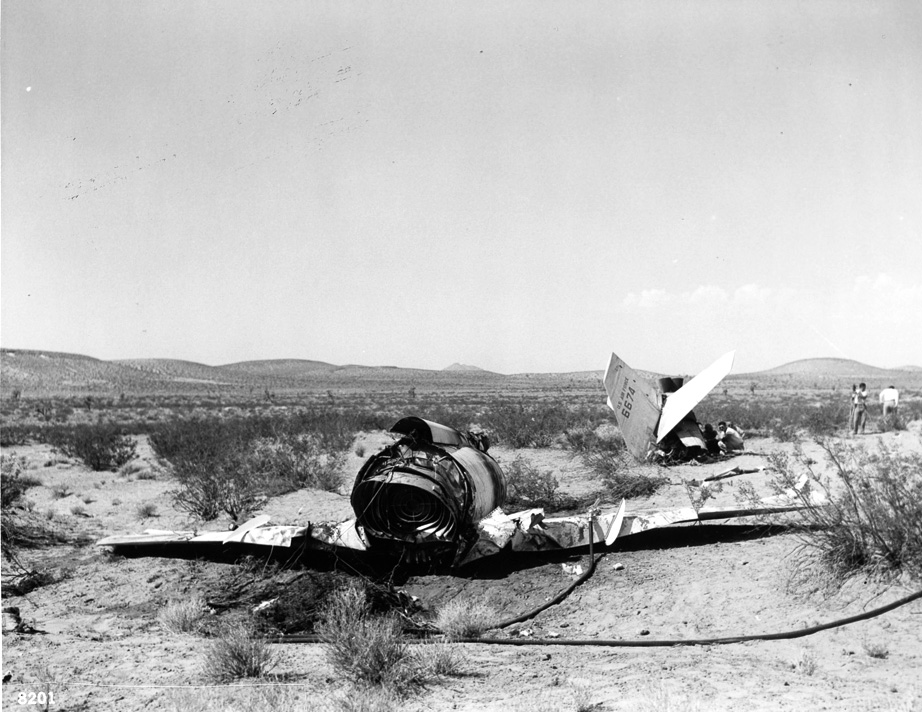
脱出カプセルが着陸した地点から 5マイル (8.0 km) の墜落現場にあるX-2の2つの破片。
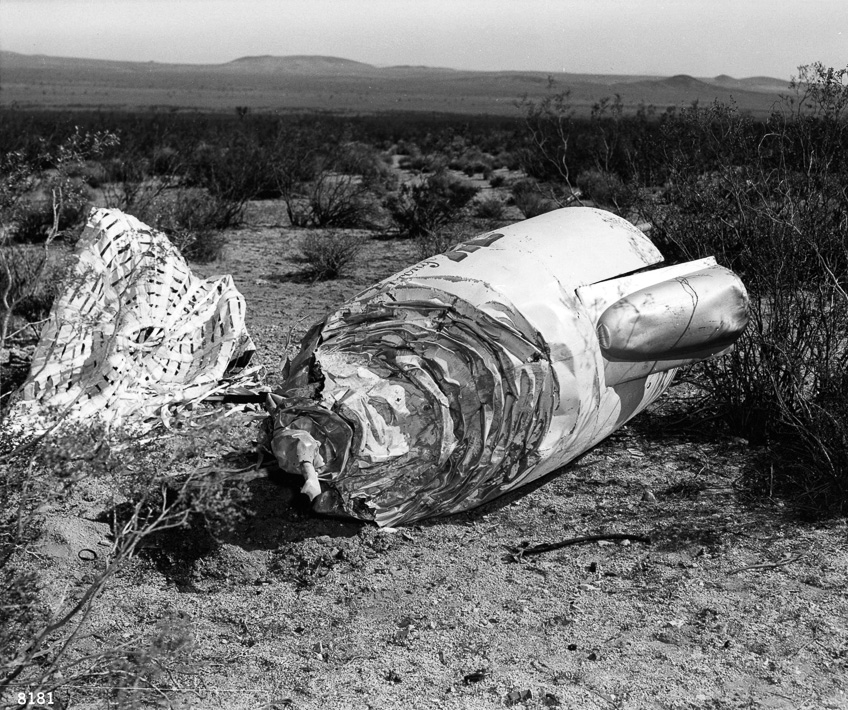
墜落現場のX-2の脱出カプセル。
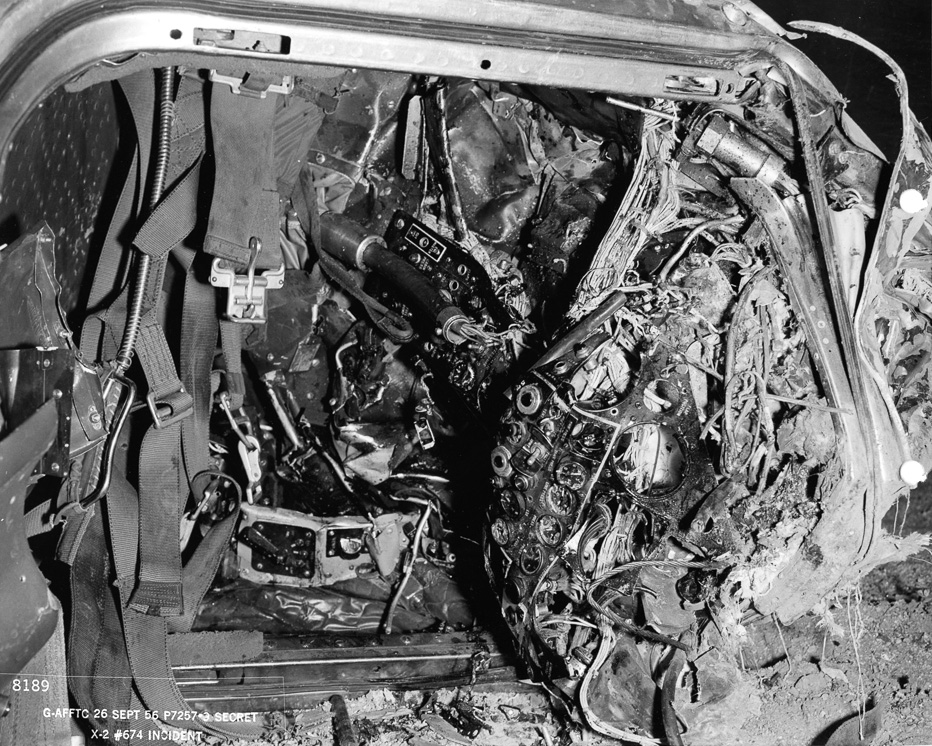
墜落現場のX-2の脱出カプセルのコックピット。
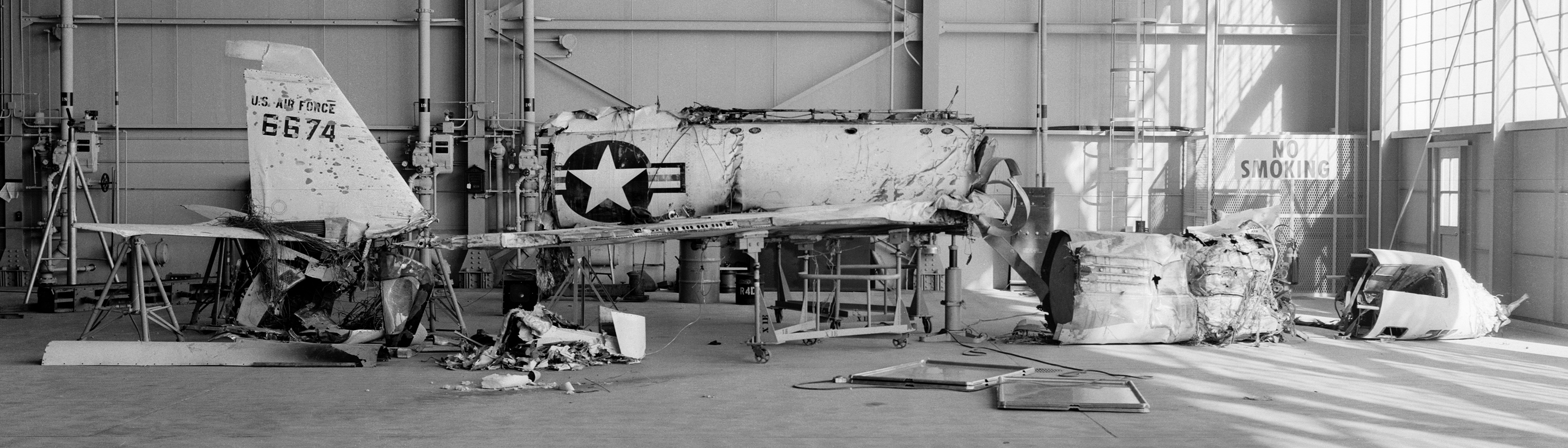
X-2の墜落による残骸は分析が行われた。

## 機体形状
X-2は40度の後退角を持った水平尾翼と主翼を装備する。耐熱性を考慮し、機体にはKモネルと呼ばれるニッケルと銅の合金が使用されている。また、機首切り離し型の脱出装置を備える。エンジンとしてカーチス・ライト製XLR25ロケットエンジンを1基装備。酸化剤・燃料には液体酸素・アルコールを用いている。降着装置は前輪と橇である。
X-2は空中母機EB-50の胴体下に懸架されて離陸し、空中にて母機から投下され、ロケットエンジンに点火後、実験飛行を行なう。
脱出装置は切り離された後、パラシュートで減速するが、パイロットはさらに脱出カプセルから脱出してパラシュートで着地する必要がある。上記の通り、ミルバーン・アプトは脱出が間に合わず、カプセルごと地上に激突して死亡した。アプトの事故後、フランク・エベレストは、切り離し後、パラシュートによる減速時にパイロットがコックピットに叩きつけられた可能性がある、とこのシステムを批判した。

## 諸元
- 全長：11.53 m
- 全幅：9.83 m
- 全高：3.53 m
- 翼面積：24.19 m2
- 自重：5,610 kg
- 全備重量：11,280 kg

X-2

- エンジン：カーチス・ライト XLR25-CW-1 / XLR25-CW-3 ロケットエンジン（推力：6,800 kg） × 1基
- 最大到達速度：3,369 km/h（マッハ3.196）
- 最大到達高度：38,376 m
- 乗員：1名

## 機体詳細
1952年6月27日から1956年9月27日において、2機で合計20回の試験が行われた。
- 1号機 - 機体番号は46-0674。滑空飛行試験7回、動力飛行試験10回が行われた。1956年9月27日に墜落し、残骸は調査の後廃棄された。レプリカがプレーンズ・オブ・フェイム航空博物館に現存する。
- 2号機 - 機体番号は46-0675。3回の滑空飛行が行われた。1953年5月12日に事故でオンタリオ湖に墜落して失われた。